# Unbekannte Frauen
Unbekannte Frauen (französischer Originaltitel: Des inconnues) ist eine Sammlung von drei Erzählungen des französischen Schriftstellers Patrick Modiano. Der Band erschien im Jahr 1999 in der Programmreihe Collection Blanche der Éditions Gallimard. Die Übersetzung ins Deutsche stammt von Elisabeth Edl und erschien im Jahr 2002 im Hanser Verlag.

## Inhalt
Alle drei Erzählungen sind Schilderungen aus der Perspektive der weiblichen Hauptfiguren. Drei Ich-Erzählerinnen, deren Namen nicht mitgeteilt werden, blicken aus großem zeitlichen Abstand auf Ereignisse zurück, die sie am Ende ihrer Jugend erlebt hatten.
I – Die Erzählerin war achtzehn Jahre alt, als sie, nicht mehr weiter wissend, in einer Art Panikreaktion den Nachtzug von Lyon nach Paris nahm. In Paris kannte sie überhaupt niemanden – außer eine Frau, die sie im Sommer zuvor bei einem Ferienaufenthalt in Torremolinos kennengelernt hatte. Jene Frau, eine gewisse Mireille Maximoff, lebte damals in einer Wohnung, die Freunde ihr überlassen hatten, und so zog auch die Erzählerin dort ein. Gemeinsam verbrachten sie Abende in der Gesellschaft von Freunden jener Mireille Maximoff, meist in Lokalitäten in Saint-Germain-des-Prés, aber wohl fühlte sich die Erzählerin dort nicht. Bis sie, als sie wieder einmal zu einem Mittagessen mitgenommen wurde, einen jungen Mann – er war „zehn oder fünfzehn Jahre älter“ als sie selbst – namens Guy Vincent kennenlernte. In ihm hatte sie endlich jemanden gefunden, von dem sie sich verstanden fühlte, auch wenn die Geschäfte, denen er nachging, undurchsichtig blieben. Sie begleitete ihn in die Schweiz, nach Genf, wo es in Treffen mit Algeriern offenbar um viel Geld ging. Er vertraute ihr an, dass Guy Vincent gar nicht sein wirklicher Name sei. Den erfuhr sie erst, als er sich einmal ein Buch signieren ließ – für „Alberto Zymbalist“. Aber – „war es wirklich seiner?“, fragt sich die Erzählerin. „Kaum dreißig Tage“ dauerte ihre Beziehung. Als sie ihn dann eines Tages in seinem Pariser Hotel abholen wollte, ließ man sie nicht hinein. Männer, „die wie Polizisten aussahen“, standen herum. Aber auch einer der Algerier, den sie aus Genf in Erinnerung hatte, war dort, versperrte ihr den Weg und sagte zu ihr: „Gehen Sie schnell weg. Die wissen noch nicht, wer sie sind. Vorläufig sind Sie nur ein nicht identifiziertes blondes Mädchen.“ – Was geschehen war – war Guy Vincent tot, war er verhaftet worden? –, hat die Erzählerin nie erfahren.
II – Eine Erzählung über eine Jugend am Lac d’Annecy, die auf den letzten Seiten einen abrupten Schluss findet: Die Erzählerin ist Halbwaise, seit ihr Vater, als sie drei Jahre alt war, gestorben ist. Von der Mutter und ihrem neuen Mann ungeliebt, hat die Erzählerin einige Jahre in einem Mädcheninternat zugebracht. Sie erzählt von Freundschaften mit anderen Mädchen, die zu ihrem Leid aber nicht von Dauer waren, und von Träumereien, nach Paris zu ziehen. Es folgten erste Bekanntschaften mit jungen Männern, die ihr jedoch, obwohl älter als sie, wie kleine Jungen vorkamen. Einer warf sie einmal auf sein Bett, „neben dem ein großes Photo seiner Mutter“ stand, und wollte wissen, ob sie denn überhaupt „noch ein richtiges Mädchen“ sei. Irgendwann kehrte die Erzählerin nicht ins Internat zurück. Stattdessen schlug sie sich mit verschiedenen Gelegenheitsarbeiten durch – als Kellnerin oder, einmal, als Gesellschafterin einer freundlichen alten Dame und schließlich als Babysitterin eines reichen Ehepaares, Monsieur und Madame Aspen. Die Erzählerin war inzwischen siebzehn Jahre alt. Dann ließ der Mann dieses Paares ihr ausrichten, sie solle nach Genf kommen, um dort auf die Kinder aufzupassen. Aber nicht das Paar und deren Kinder traf sie dort an, sondern den Mann und dessen Freund. Das Vorhaben der Männer war eindeutig: „Jetzt werden Sie uns mal zeigen, wie Sie Babysitterin spielen“. Die Erzählerin blieb ruhig und ließ sich von dem Ehemann ins Schlafzimmer führen. Von einem Freund ihres Vaters hatte sie gerade eine kurze Zeit vorher den Revolver, den er früher besessen hatte, erhalten. Sie erschoss jenen Frédéric Aspen.
III – Einige Jahre hatte die in Paris aufgewachsene Erzählerin in London gelebt. Als ihr Freund sie verließ, war sie neunzehn Jahre und hatte das Angebot eines jungen Österreichers akzeptiert, für eine Weile in dessen ungenutztes Pariser Atelier zu ziehen. In Paris angekommen, geriet sie schnell in eine große Einsamkeit. Alle Leute, die in der Metro und auch die Studenten im Quartier Latin, wo es sie in den ersten Tagen hinzog, schienen genau zu wissen, welche Wege sie einzuschlagen hatten. Nur sie selbst fühlte sich verloren. Das Schlimmste von allem war die Gegend, in der das Atelier lag – in der Nähe der Pferdeschlachthöfe von Vaugirard. Als sie schließlich begriffen hatte, was das Klappern von Pferdehufen zu bedeuten hatte, durch das sie frühmorgens geweckt wurde, traute sie sich in bestimmte Straßenzüge gar nicht mehr hinein. Der einzige Ort, an den sie gern ging, war ein kleines Café, das von immer denselben Gästen aufgesucht wurde. Dort war es, dass einer der Gäste sie ansprach und sie bald fragte, ob sie Lust habe für eine kleine Gruppe, zu der er gehöre, Texte auf Schreibmaschine abzutippen – Texte mit Titeln wie „Arbeit an sich selbst“ oder „Besinnung auf sich selbst“. Endlich hatte sie eine Aufgabe, das gefiel ihr. Es schien ganz offenbar mehrere solcher Gruppen zu geben, die sich alle an den Gedanken eines Mannes orientierten, den sie ehrfürchtig immer nur „Doktor Bode“ nannten. Schon nach ein paar Tagen wurde die Erzählerin zu einer Sitzung der Gruppe eingeladen, für die sie die Texte abgetippt hatte. Das Treffen fand statt bei einer etwas älteren Frau, die sie bat, nach der Sitzung noch etwas bei ihr zu bleiben: „Lassen Sie sich gehen ... Schließen Sie die Augen ...“. – An dieser Stelle bricht die Erzählerin ab und schließt mit dem Satz: „Wenn ich mehr erfahren wollte über das Leben, sein Licht und seinen Schatten – wie Doktor Bode sagte –, dann mußte ich noch eine Weile bleiben, hier, in diesem Viertel.“

## Rezensionen
Ausschnitte aus zwei Rezensionen, die 2002 nach Veröffentlichung der Übersetzung ins Deutsche erschienen. Der Rezensent des Deutschlandfunks setzte den Akzent auf die Beschreibung und die Wirkung der Modiano-eigenen Sprache:

„Modianos Sprache [...] ist transparent, leicht, fast klassisch. Die sprachliche Transparenz befördert hier aber gerade unklare Verhältnisse. Auch im neuen Buch ist Modianos Welt bevölkert von Hochstaplern und kleinen Schwindlern. Nein, auch diese Bezeichnungen sind viel zu eindeutig. Es sind einfach nicht ganz durchschaubare Figuren, die sich anstatt ihrer eigenen Geschichten manchmal fremde ausleihen, wenn sie von sich erzählen, und bei denen es nichts Kriminelles bedeuten muß, wenn sie unter falschem Namen leben, so wie die erzählenden Frauen dieses Triptychons allesamt keinen Namen haben. Das alles ist nur Ausdruck ihrer prinzipiellen Fremdheit.“

Der Rezensent der Wochenzeitung Die Zeit widmete sich eher einer Gegenüberstellung der Erzählungen mit dem, woran gemeinhin als Lebensgefühl der 1960er Jahre gedacht wird:

„Die sechziger Jahre haben wir als eine Dekade fröhlicher Anarchie in Erinnerung. [...] Liest man den neuen Roman des Franzosen Patrick Modiano, findet man davon nichts. Ertönt einmal aus einer Musicbox A Whiter Shade of Pale, zuckt man irritiert zusammen: Man hätte eher ein uraltes rauchiges Chanson erwartet. Die Menschen wirken hier wie eingemauert in Gesten und Ritualen der Entfremdung. [...] Zu größerem Optimismus hat es in Wahrheit nie einen Anlass gegeben, aber wie hätten Modianos Unbekannte Frauen das wissen können? Sie hatten keine liebenden Eltern, sind in die Welt gegangen und haben ihr Glück gesucht. Nach der pessimistischen Diagnose des Autors ist es eine Welt, die ihre vagen Versprechungen nicht zu halten gedenkt. Nicht damals und nicht heute.“

## Ausgaben
- Patrick Modiano: Des inconnues. Éditions Gallimard, Paris 1999, ISBN 2-07-075493-6.
- Patrick Modiano: Unbekannte Frauen. Aus dem Französischen von Elisabeth Edl. Hanser Verlag, München 2002, ISBN 3-446-20134-3.
- Patrick Modiano: Unbekannte Frauen. dtv Verlagsgesellschaft, München 2014, ISBN 978-3-423-14433-9.

### Autobiografisches
- Patrick Modiano: Ein Stammbaum. Aus dem Französischen von Elisabeth Edl. Hanser, München 2007, ISBN 978-3-446-20922-0; dtv, München 2014, ISBN 978-3-423-14435-3.

### Sekundärliteratur
- Jurate D Kaminskas: Des Inconnues de Modiano ou l’esthétique du texte; in: John E. Flower (Hrsg.): Patrick Modiano. Rodopi, Amsterdam 2007, ISBN 978-90-420-2316-1, S. 159–177.